# Lake Isabella (Michigan)
Lake Isabella is een plaats (village) in de Amerikaanse staat Michigan, en valt bestuurlijk gezien onder Isabella County.

## Demografie
Bij de volkstelling in 2000 werd het aantal inwoners vastgesteld op 1243.
In 2006 is het aantal inwoners door het United States Census Bureau geschat op 1125, een daling van 118 (-9.5%).

## Geografie
Volgens het United States Census Bureau beslaat de plaats een oppervlakte van
11,9 km², waarvan 9,0 km² land en 2,9 km² water.

## Plaatsen in de nabije omgeving
De onderstaande figuur toont nabijgelegen plaatsen in een straal van 20 km rond Village of Lake Isabella.